# Bundeswehr-Sozialwerk

Logo

Das Bundeswehr-Sozialwerk e. V. (BwSW) ist ein deutscher gemeinnütziger Verein.

## Geschichte
Das BwSW wurde am 20. Mai 1960 vom damaligen Bundesverteidigungsminister Franz Josef Strauß und 20 Soldaten sowie zivilen Mitarbeitern der Bundeswehr gegründet. Der Minister übernahm zugleich die Schirmherrschaft. Es gehört zu den Sozialwerken der Bundesverwaltung, die in einer Arbeitsgemeinschaft zusammenarbeiten.

## Ziele
Der Verein hat 117.961 Mitglieder (Stand: 9. Dezember 2015) und nimmt Aufgaben der sozialen, gesundheitlichen, sportlichen und kulturellen Fürsorge für Angehörige der Bundeswehr und deren Familien wahr. Hierzu unterhält das BwSW zahlreiche Hotels, Häuser und Ferienwohnungen und Campingplätze in Deutschland und dem angrenzenden Europa. Schwerpunkte sind Mutter- / Vater-Kind-Freizeiten, Kinderfreizeiten, Jugendfreizeiten, Internationale Jugendfreizeiten/Sprachreisen, Freizeiten Junge Leute, Familienfreundliche Freizeiten (teilweise mit Kinderbetreuung), Familienfreizeiten, Kulturfahrten für Erwachsene, Seniorenfreizeiten und Freizeiten für behinderte Menschen. Das BwSW arbeitet mit den Sozialwerken der anderen Bundesressorts und den Sozialwerken der befreundeten Streitkräfte (CLIMS) zusammen.

### „Aktion Sorgenkinder in Bundeswehrfamilien des Bundeswehr-Sozialwerkes“
Die 1973 gegründete „Aktion Sorgenkinder in Bundeswehrfamilien des Bundeswehr-Sozialwerkes“ unterstützt neben den Freizeiten für behinderte Menschen auch durch gezielte Einzelhilfen. Die „Aktion Sorgenkinder in Bw-Familien des BwSW“ finanziert sich fast ausschließlich durch Spenden. 
Im Rahmen der Familienbetreuung für Angehörige der im Ausland eingesetzten Soldaten und zivile Mitarbeiter der Bundeswehr arbeitet das BwSW mit den Familienbetreuungszentren der Verbände und den Sozialberatern der Bundeswehr eng zusammen. Ebenfalls engagiert es sich für in Auslandseinsätzen verletzte oder verwundete Soldatinnen/Soldaten und deren Familien. Besondere Zuwendung erhalten Hinterbliebene von in Auslandseinsätzen zu Tode gekommenen Soldatinnen und Soldaten.

### Mitglieder und Mitarbeiter
Mitglied im BwSW kann jeder werden, der im Dienst der Bundeswehr steht oder stand, sowie Kinder von Mitgliedern. Andere Personen können nur auf Antrag und mittels Beschluss des Bundesvorstandes Mitglied des BwSW werden. Der Mitgliedsbeitrag beträgt derzeit 4 Euro im Monat (Stand: 1. Januar 2019). Quartalsweise erscheint die Vereinszeitschrift „Unser Bundeswehr-Sozialwerk e. V.“ Das Bundeswehr-Sozialwerk arbeitet hauptsächlich mit freiwilligen, ehrenamtlichen und unentgeltlichen Mitarbeitern. Die Bereichsgeschäftsführungen und die Bundesgeschäftsführung sind ein Teil des Bundesamtes für Personalmanagement der Bundeswehr (BAPersBw). Oberstes Organ des BwSW ist die Bundesversammlung. Sie tritt, ebenso wie die Bereichs- und Regionalversammlungen, alle 4 Jahre zusammen.